# Weihenzell
Weihenzell è un comune tedesco di 2 846 abitanti, situato nel land della Baviera.

## Geografia fisica

### Posizione
Il comune è sito a 7 km a nord-est di Ansbach nel Parco Naturale di Frankenhöhe.
Esso confina con (iniziando da nord in senso orario): Rügland, Dietenhofen, Bruckberg, Petersaurach, Ansbach e Lehrberg.

### Frazioni e quartieri
Weihenzell è composto di 22 tra frazioni e quartieri:
| - Alexandermühle - Beutellohe - Fessenmühle - Forst - Frankendorf - Gebersdorf - Grüb - Haasgang | - Moratneustetten - Neubronn - Neumühle - Papiermühle - Petersdorf - Schmalenbachshof - Schönbronn | - Steinmühle - Thierbach - Thurndorf - Weihenzell - Wernsbach b.A. - Wippendorf - Zellrüglingen |